# 31 North 62 East
31 North 62 East es un thriller psicológico independiente británico publicado en septiembre de 2009. El guion es de los hermanos Leofwine y Tristan Loraine, y la producción y dirección del primero de ellos. El elenco de la película incluye a John Rhys-Davies, Marina Sirtis, Heather Peace y Craig Fairbrass. Trata sobre cómo el primer ministro británico revela la posición de una unidad de élite del SAS, para asegurarse su reelección y que un acuerdo sobre armamento siga adelante.

## Reparto
| Actor               | Personaje                  |
| ------------------- | -------------------------- |
| Heather Peace       | Jill / Kimberley Mandelson |
| Marina Sirtis       | Sarah Webber               |
| Lee Godfrey         | Mac                        |
| Aurélie Bargème     | Corine Perret              |
| John Rhys-Davies    | John Hammond               |
| Kulvinder Ghir      | Tariq Malim                |
| Marina Sirtis       | Sarah Webber               |
| George Calil        | Jacob                      |
| Adrian Goulder      | Guardaespaldas             |
| Chris Goulder       | Guardaespaldas             |
| Tristan Loraine     | Guardaespaldas             |
| Kammy Darweish      | Sheik Kaseem               |
| Kate Garbutt        | Camarera                   |
| Brad Bennetts       | Jacko                      |
| Leofwine Loraine    | Claude Demont              |
| Christopher Simpson | Chris                      |
| Nathalia Ramos      | Rachel                     |